# Hilda (serie de televisión)
Hilda es una serie de televisión animada británica-canadiense, basada en la serie de cómics del mismo nombre, de Luke Pearson, quien trabajó en la serie de Cartoon Network Adventure Time durante la quinta y la séptima temporada. La serie debutó el 21 de septiembre de 2018, como una exclusiva de Netflix, aunque en Francia se emite por Cartoon Network. La serie es producida por Silvergate Media y Mercury Filmworks. La segunda temporada fue estrenada el 14 de diciembre del 2020. El 17 de septiembre de 2021 se anunció una posible película de la serie, la cual finalmente se estrenó en todo el mundo el 30 de diciembre de 2021 a través de Netflix y que se titula Hilda y el rey de la montaña. El 18 de septiembre de 2023, Luke Pearson publicó en redes sociales la fecha de estreno de la tercera y última temporada, que será el 7 de diciembre de 2023 en Netflix.

## Premisa
La serie se desarrolla en un mundo parecido al de los países nórdicos del siglo XX, con personas y criaturas fantásticas.
Se centra en el personaje titular Hilda, una niña de cabello azul, que ha estado en la naturaleza salvaje; desde que nació, junto con su madre, y su mascota zorro-venado. Más tarde se mudaron a la ciudad de Trolberg, junto con un pequeño elfo Alfur, del que Hilda se hizo amiga tras la guerra de los elfos. A pesar de que Hilda es escéptica acerca de su nueva vida en la ciudad, hace dos nuevos amigos; Frida y David. Además descubre que Trolberg podría ser más emocionante de lo que pensaba originalmente.

## Personajes

### Personajes principales
- Hilda (voz por Bella Ramsey): Es una chica aventurera que siente una fuerte atracción por la naturaleza y las criaturas que viven en ella, sintiéndose muy unida a ellas porque las considera incomprendidas por los humanos. Después su mudanza a Trolberg, va lentamente acostumbrándose a la vida y costumbre de la ciudad, junto con encontrar nuevas aventuras. Luce cabello azul, y viste un suéter y botas rojas, bufanda amarilla y una falda azul celeste.

En la tercera temporada descubre que es en parte hada
- Johanna (voz por Daisy Haggard): Es la madre de Hilda, a la que quiere y cuida mucho y que la preocupa con sus continuas aventuras o cuando se toma confianzas con criaturas desconocidas. Al principio de la primera temporada trabajó en una ferretería, pero luego obtuvo trabajo como diseñadora gráfica en una compañía de campanas.

En la tercera temporada se conoce que es mitad hada
- Frida (voz por Ameerah Falzon-Ojo): Es la mejor amiga de Hilda, a quién conoce en Trolberg. Es una chica muy inteligente, organizada, perfeccionista e insegura, quién está dispuesta a ayudar a Hilda en sus aventuras con sus ideas y estrategias. Posee un cabello castaño oscuro rizado, una sudadera celeste y pantalones negros y tiene tez morena.

- David (voz por Oliver Nelson). David es el mejor amigo de Hilda, a quién conoce en Trolberg. Es un chico despistado y curioso al que le gusta coleccionar rocas y que suele tener un insecto en su cuerpo. Aunque siente temor hacia determinadas criaturas sobrenaturales, es capaz de ayudar a sus amigos cuando se les necesite. De cabello castaño, viste un suéter naranja y shorts negros.

- Alfur Aldric (voz por Rasmus Hardiker). Aldric es un pequeño elfo que se une a Hilda poco antes de mudarse a la ciudad para conocer el mundo más allá de su pueblo de elfos. Suele realizar numerosos informes de prácticamente cualquier suceso u evento que le resulta nuevo. También suele dar consejos a Hilda, así como acompañarla en sus aventuras.

### Personajes secundarios
- Twig: es el ciervo-zorro mascota de Hilda, quien acompaña en sus aventuras. Durante la segunda temporada, se revela que pertenece a una especie desconocida para los humanos, quienes luego de permanecer un período en las profundidades del bosque, ascienden a través de las aureolas boreales. Sin embargo, Twig no asciende luego de que rescatara a Hilda de caer hacia un acantilado, y a partir de allí, se volvió su mascota.

- Woodman (Hombre de Madera en Latinoamérica) (voz por Ako Mitchell): Es una criatura humanoide de madera, inexpresivo, quien solía visitar sin avisar a Hilda y su madre en su casa en el bosque, cosa que molestaba a esta última. Vive en una casa en medio del bosque, donde pasa su tiempo escuchando música o leyendo toda clase de libros, y de vez en cuando sale a realizar apuestas, ya sea con criaturas o con humanos.
- Kaisa: Es una bibliotecaria que en varias ocasiones ayuda a Hilda a resolver un problema. A partir de la segunda temporada, se revela que es una bruja, cuya biblioteca posee una serie de cámaras secretas que conducen a diversos aquelarres.
- Erik Ahlberg (voz por John Hopkins): Es el jefe de la guardia de seguridad de Trolberg, descendiente de uno de los fundadores de la ciudad, y que protege a los habitantes de cualquier criatura externa al muro de la ciudad, pero en varias ocasiones demuestra ser bastante ignorante ante esos seres, al punto de que más que resolver un problema, lo empeora.
- Gerda Gustav (voz por Lucy Montgomery): Es la jefa adjunta de la guardia de seguridad de Torlberg. A diferencia de Ahlberg, ella toma su trabajo de forma más seria, tratando de ayudar a los habitantes de la ciudad. Posteriormente, comienza a dudar de las capacidades de su jefe

## Desarrollo

### Producción
El desarrollo de la serie se mencionó por primera vez brevemente el 15 de junio de 2016, en el sitio web The New Yorker, e indicó que Netflix estaba planeando una «serie animada de doce episodios, basada en los primeros cuatro libros, para principios de 2018».
El 21 de junio de 2016, el sitio web de Nobrow Press, Luke Pearson y Sam Arthu (el cofundador de Nobrow Press); anunciaron que Silvergate Media también participará en la producción de la serie, diciendo Pearson:

«Obviamente estoy muy emocionado de poder decir que finalmente esto está sucediendo. Además de dibujar un nuevo libro, he estado trabajando con Silvergate en esto por un tiempo, y puedo confirmar que está en buenas manos. Una cantidad desmedida de amor y atención a los detalles se está metiendo en esto y espero poder compartir el resultado dentro de un par de años».
Luke Pearson

### Lanzamiento
El estreno mundial de los dos primeros episodios fue en el Festival Internacional de Cine para Niños de Nueva York, el 25 de febrero de 2018.
En 2020 se estrenó su segunda temporada.

## Difusión mundial
| País           | Canal           | Data de estreia          | Título |
| -------------- | --------------- | ------------------------ | ------ |
| Estados Unidos | Netflix         | 21 de septiembre de 2018 | Hilda  |
| Reino Unido    | Netflix         | 21 de septiembre de 2018 | Hilda  |
| Australia      | Netflix         | 21 de septiembre de 2018 | Hilda  |
| Nueva Zelanda  | Netflix         | 21 de septiembre de 2018 | Hilda  |
| Países Bajos   | Netflix         | 21 de septiembre de 2018 | Hilda  |
| Bélgica        | Netflix         | 21 de septiembre de 2018 | Hilda  |
| Alemania       | Netflix         | 21 de septiembre de 2018 | Hilda  |
| Polonia        | Netflix         | 21 de septiembre de 2018 | Hilda  |
| Portugal       | Netflix         | 21 de septiembre de 2018 | Hilda  |
| Italia         | Netflix         | 21 de septiembre de 2018 | Hilda  |
| España         | Netflix         | 21 de septiembre de 2018 | Hilda  |
| Dinamarca      | Netflix         | 21 de septiembre de 2018 | Hilda  |
| Noruega        | Netflix         | 21 de septiembre de 2018 | Hilda  |
| Suecia         | Netflix         | 21 de septiembre de 2018 | Hilda  |
| Rusia          | Netflix         | 21 de septiembre de 2018 | Хильда |
| Francia        | Cartoon Network | 2022                     | Hilda  |
| Canadá         | YTV             | 1 de octubre de 2018     | Hilda  |

## Doblaje
| Personaje        | Actor original     | Actor de doblaje            | Actor de doblaje      |
| ---------------- | ------------------ | --------------------------- | --------------------- |
| Hilda            | Bella Ramsey       | Cristal Barreyro            | Martina Panno         |
| Johana           | Daisy Haggard      | Carme Calvell               | Claudia Pannone       |
| Frida            | Ameerah Falzon-Ojo | Maribel Pomar (1)           | Carolina Odena        |
| Frida            | Ameerah Falzon-Ojo | Thais Buforn (2-3)          | Carolina Odena        |
| David            | Oliver Nelson      | Carmen Ambrós               | Alan Kanaan           |
| Alfur Aldric     | Rasmus Hardiker    | Jaume Aguiló (1)            | Martín Rodríguez (1)  |
| Alfur Aldric     | Rasmus Hardiker    | Álex Molina (2-3)           | Hernán Tracchia (1-3) |
| Hombre de Madera | Ako Mitchell       | Jordi Salas                 | Gonzalo Espina        |
| Tantú            | Rasmus Hardiker    | Roger Isa Si-Isa Smendi (1) | Wenseslao Corral (1)  |
| Tantú            | Rasmus Hardiker    | Jaume Cuartero (2-3)        | Javier Gómez (2-3)    |
| Erik Alhberg     | John Hopkins       | Jordi Boixaderas            | Fernando Oural        |
| Gerda Gustav     | Lucy Montgomery    | Meritxell Ané               | Constanza Faragi      |

## Episodios
| Temporada | Temporada | Capítulos | Estreno mundial          |
| --------- | --------- | --------- | ------------------------ |
|           | 1         | 13        | 21 de septiembre de 2018 |
|           | 2         | 13        | 14 de diciembre de 2020  |
|           | Película  | Película  | 30 de diciembre de 2021  |
|           | 3         | 8         | 7 de diciembre de 2023   |

### 1ª Temporada (2018)
| Serie # | Temp. # | Título                                                                                                  | Dirigido por | Escrito por       | Estreno mundial          |
| --- | ------- | --- | ------------ | ----------------- | ------------------------ |
| 1 | 1       | «The Hidden People» «Capítulo 1: El Pueblo Oculto (ES) Capítulo 1: La Gente Oculta (LATAM)»             | Andy Coyle   | Stephanie Simpson | 21 de septiembre de 2018 |
| Unas personitas invisibles ponen en peligro la vida divertida y aventurera de Hilda, que es una con la naturaleza, la madre y su mascota, el ciervo-zorro Twig.          |         | |              |                   |                          |
| 2 | 2       | «The Midnight Giant» «Capítulo 2: El Gigante de Medianoche (ES/LATAM)»                                  | Andy Coyle   | Stephanie Simpson | 21 de septiembre de 2018 |
| Hilda se encuentra con un gigante triste y solitario mientras su mamá, preocupada por las amenazas que recibieron, piensa en mudarse a la ciudad de Trolberg.            |         | |              |                   |                          |
| 3 | 3       | «The Bird Parade» «Capítulo 3: La Cabalgata del Pájaro (ES) Capítulo 3: El Desfile del Pájaro (LATAM)»  | Andy Coyle   | Kenny Byerly      | 21 de septiembre de 2018 |
| Hilda, con la intención de hacer nuevos amigos en el patio como le dijo la mamá, se acerca a un pájaro herido que perdió la memoria.                                     |         | |              |                   |                          |
| 4 | 4       | «The Sparrow Scouts» «Capítulo 4: Los Gorriones Exploradores (ES) Capítulo 4: Los Exploradores (LATAM)» | Andy Coyle   | Stephanie Simpson | 21 de septiembre de 2018 |
| Después de unirse a los Gorriones Exploradores, Hilda se junta con Frida y David para limpiar el parque, pero no tienen idea de los peligros que acechan bajo tierra.    |         | |              |                   |                          |
| 5 | 5       | «The Troll Rock» «Capítulo 5: El Roca Trol (ES) Capítulo 5: La Roca Trol (LATAM)»                       | Andy Coyle   | Kenny Byerly      | 21 de septiembre de 2018 |
| En la reunión de padres de la escuela, Hilda se pone en acción cuando descubre que el extraño proyecto de David esconde un peligroso secreto.                            |         | |              |                   |                          |
| 6 | 6       | «The Nightmare Spirit» «Capítulo 6: El Espíritu de las Pesadillas (ES/LATAM)»                           | Andy Coyle   | Kenny Byerly      | 21 de septiembre de 2018 |
| David le echa la culpa de sus pesadillas a Hilda y sus arriesgadas aventuras; ella, en cambio, decide ayudarlo a enfrentar sus miedos.                                   |         | |              |                   |                          |
| 7 | 7       | «The Lost Clan» «Capítulo 7: El Clan Perdido (ES/LATAM)»                                                | Andy Coyle   | Ben Joseph        | 21 de septiembre de 2018 |
| Mientras buscan una especie de planta rara para ganar una medalla con los Gorriones Exploradores, Hilda, David y Frida se topan con un descubrimiento sorprendente.      |         | |              |                   |                          |
| 8 | 8       | «The Tide Mice» «Capítulo 8: Los Ratones Mágicos (ES) Capítulo 8: El Hechizo (LATAM)»                   | Andy Coyle   | Stephanie Simpson | 21 de septiembre de 2018 |
| Hilda se da cuenta de la importancia de los detalles después de copiar un hechizo de un libro de magia sin leer las advertencias en letra chica.                         |         | |              |                   |                          |
| 9 | 9       | «The Ghost» «Capítulo 9: El Fantasma (ES/LATAM)»                                                        | Andy Coyle   | Kenny Byerly      | 21 de septiembre de 2018 |
| A causa de la habitación desordenada y el libro extraviado de Frida, el floreciente grupo de amigos comienza una cacería de fantasmas que pone a prueba su amistad.      |         | |              |                   |                          |
| 10 | 10      | «The Storm» «Capítulo 10: La Tormenta (ES/LATAM)»                                                       | Andy Coyle   | Luke Pearson      | 21 de septiembre de 2018 |
| El pronóstico radial favorito de Hilda se corta en medio de una terrible tormenta de nieve, por lo que decide investigar con la ayuda de David y Cuervo.                 |         | |              |                   |                          |
| 11 | 11      | «The House in the Woods» «Capítulo 11: La Casa del Bosque (ES/LATAM)»                                   | Andy Coyle   | Ben Joseph        | 21 de septiembre de 2018 |
| Sola y perdida en el bosque, Hilda se topa con un viejo conocido y le pide ayuda para volver a casa. En Trolberg, mientras tanto, su mamá se preocupa y sale a buscarla. |         | |              |                   |                          |
| 12 | 12      | «The Nisse» «Capítulo 12: Los Nisse (ES) Capítulo 12: El Hogar (LATAM)»                                 | Andy Coyle   | Luke Pearson      | 21 de septiembre de 2018 |
| Justo antes de su viaje de campamento, Hilda trata de ayudar a un espíritu sin hogar; mientras tanto, Frida hace nuevos amigos y una bestia misteriosa merodea Trolberg. |         | |              |                   |                          |
| 13 | 13      | «The Black Hound» «Capítulo 13: El Perro Negro (ES/LATAM)»                                              | Andy Coyle   | Stephanie Simpson | 21 de septiembre de 2018 |
| Mientras la ciudad entra en pánico por el Perro Negro, Hilda quiere ayudar a Tontu a toda costa, incluso si le queda menos tiempo para ganar medallas.                   |         | |              |                   |                          |

### 2ª Temporada (2020)
| Serie # | Temp. # | Título | Dirigido por | Escrito por                      | Estreno mundial         |
| --- | ------- | --- | ------------ | -------------------------------- | ----------------------- |
| 14 | 1       | «The Troll Circle» «Capítulo 1: La Reunión de Trolls (ES) Capítulo 1: El Círculo de Trolls (LATAM)»                                     | Andy Coyle   | Stephanie Simpson                | 14 de diciembre de 2020 |
| Hilda gana un concurso de ensayos con un premio muy especial: ¡poder revisar las defensas de trolls junto con el nuevo jefe de la patrulla de seguridad de Trolberg!     |         | |              |                                  |                         |
| 15 | 2       | «The Draugen» «Capítulo 2: Draugen (ES) Capítulo 2: Los Draugen (LATAM)»                                                                | Andy Coyle   | Ben Joseph                       | 14 de diciembre de 2020 |
| En busca de información secreta sobre Ahlberg, Hilda se embarca en una aventura marítima con el Hombre de Madera, pero no todos los marineros tienen buenas intenciones. |         | |              |                                  |                         |
| 16 | 3       | «The Witch» «Capítulo 3: La Bruja (ES/LATAM)»                                                                                           | Andy Coyle   | Stephanie Simpson y Luke Pearson | 14 de diciembre de 2020 |
| En la biblioteca, Hilda y Frida unen fuerzas con la bibliotecaria en una carrera contra el tiempo para atravesar un laberinto y encontrar un libro perdido.              |         | |              |                                  |                         |
| 17 | 4       | «The Eternal Warriors» «Capítulo 4: Los Guerreros Eternos (ES/LATAM)»                                                                   | Andy Coyle   | Kenny Byerly                     | 14 de diciembre de 2020 |
| El campamento de los Gorriones Exploradores y el apoyo de Hilda y Frida son todo lo que David necesita para enfrentar su gran colección de miedos.                       |         | |              |                                  |                         |
| 18 | 5       | «The Windmill» «Capítulo 5: El Molino (ES) Capítulo 5: El Molino de Viento (LATAM)»                                                     | Andy Coyle   | Luke Pearson                     | 14 de diciembre de 2020 |
| Durante una expedición para observar aves, Hilda, Frida y David se topan con la meteoróloga Victoria Van Gale, cuya nueva vida despierta desconfianza en uno de ellos.   |         | |              |                                  |                         |
| 19 | 6       | «The Old Bells of Trolberg» «Capítulo 6: Las Campanas Antiguas de Trolberg (ES) Capítulo 6: Las Campanas de Trolberg (LATAM)»           | Andy Coyle   | Bryan Korn y Gabe Pulliam        | 14 de diciembre de 2020 |
| El sistema de campaneros comienza a sonar cada una hora, ¡y el caos se apodera de Trolberg! Hilda y sus amigos elaboran un complejo plan para silenciar el ruido.        |         | |              |                                  |                         |
| 20 | 7       | «The Beast of Cauldron Island» «Capítulo 7: La Bestia de la Isla del Caldero (ES) Capítulo 7: La Bestia de la Isla de Cauldron (LATAM)» | Andy Coyle   | Tim McKeon                       | 14 de diciembre de 2020 |
| Hilda y Frida inician una investigación exhaustiva para probar que el dragón que respira fuego de la isla Cauldron no es el responsable del ataque a los barcos.         |         | |              |                                  |                         |
| 21 | 8       | «The Fifty Year Night» «Capítulo 8: La Noche de 50 Años (ES) Capítulo 8: 50 Años en una Noche (LATAM)»                                  | Andy Coyle   | Kenny Byerly                     | 14 de diciembre de 2020 |
| Después de descubrir una manera de viajar en el tiempo y regresar al pasado, Hilda aprende que las acciones tienen consecuencias y decide hacer algunos cambios.         |         | |              |                                  |                         |
| 22 | 9       | «The Deerfox» «Capítulo 9: El Ciervozorro (ES) Capítulo 9: El Ciervo-Zorro (LATAM)»                                                     | Andy Coyle   | Luke Pearson                     | 14 de diciembre de 2020 |
| Cuando Twig, el ciervo-zorro amigo de Hilda, se va de casa, la niña y su madre emprenden una intensa búsqueda que las lleva a recordar momentos agridulces.              |         | |              |                                  |                         |
| 23 | 10      | «The Yule Lads» «Capítulo 10: Los Kerts de la Navidad (ES) Capítulo 10: Los Santas de Islandia (LATAM)»                                 | Andy Coyle   | Todd Casey                       | 14 de diciembre de 2020 |
| Camino al Festival de Invierno de Trolberg, Hilda, Frida y David conocen a un grupo de extraños y malhumorados hombrecitos en busca de niños traviesos.                  |         | |              |                                  |                         |
| 24 | 11      | «The Jorts Incident» «Capítulo 11: El Incidente de los Jorts (ES/LATAM)»                                                                | Andy Coyle   | Emily Brundige                   | 14 de diciembre de 2020 |
| Hilda y compañía se preparan para una misión mágica: deshacer un encantamiento que se ha apoderado de la sede de la compañía local de bocadillos Jorts.                  |         | |              |                                  |                         |
| 25 | 12      | «The Replacement» «Capítulo 12: El Sustituto (ES) Capítulo 12: El Reemplazo (LATAM)»                                                    | Andy Coyle   | Todd Casey                       | 14 de diciembre de 2020 |
| A tiempos desesperados, medidas desesperadas… Alfur debe responder ante una delegación de elfos por sus emocionantes informes de Trolberg.                               |         | |              |                                  |                         |
| 26 | 13      | «The Stone Forest» «Capítulo 13: El Bosque de Piedra (ES/LATAM)»                                                                        | Andy Coyle   | Stephanie Simpson                | 14 de diciembre de 2020 |
| Hilda, su mamá y Twig deben averiguar cómo salir de un misterioso bosque repleto de trolls, mientras David y Frida, preocupados, dejan Trolberg para encontrarlos.       |         | |              |                                  |                         |

### Película (2021)
| Título | Dirigido por | Escrito por  | Estreno mundial         |
| --- | ------------ | ------------ | ----------------------- |
| «Hilda and the Mountain King» «Hilda y el Rey de la Montaña (ES/LATAM)»                                                                                   | Andy Coyle   | Luke Pearson | 30 de diciembre de 2021 |
| Luego de despertar en el cuerpo de un trol, Hilda debe usar su ingenio y coraje para volver a casa, convertirse en humana y salvar la ciudad de Trolberg. |              |              |                         |

### 3ª Temporada (2023)
| Serie # | Temp. # | Título                                                                                              | Dirigido por   | Escrito por              | Estreno mundial        |
| --- | ------- | --------------------------------------------------------------------------------------------------- | -------------- | ------------------------ | ---------------------- |
| 27 | 1       | «The Train to Tofoten» «Capítulo 1: Tren a Tofoten (ES/LATAM)»                                      | Andy Coyle     | Luke Pearson             | 7 de diciembre de 2023 |
| Hilda y el grupo de amigos toman el tren a Tofoten para pasar unas vacaciones relajadas con la tía abuela Astrid. Pero la aventura no se hace esperar.                   |         | |                |                          |                        |
| 28 | 2       | «The Fairy Mound» «Capítulo 2: El Montículo de las Hadas (ES/LATAM)»                                | Andy Coyle     | Luke Pearson             | 7 de diciembre de 2023 |
| Convencida de que hay hadas en Tofoten, Hilda empieza a investigar en el pueblo... y desentraña un inquietante misterio que involucra a su propia familia.               |         | |                |                          |                        |
| 29 | 3       | «The Giantslayer» «Capítulo 3: El Asesino de Gigantes (ES) Capítulo 3: El Elimina-Gigantes (LATAM)» | Andy Coyle     | Ben Greene               | 7 de diciembre de 2023 |
| Un antiguo árbol Faratok transporta a Hilda y al Hombre de Madera a un universo alternativo, donde gigantes y un Eliminagigantes no tan poderoso se enfrentan entre sí.  |         | |                |                          |                        |
| 30 | 4       | «The Laughing Merman» «Capítulo 4: El Tritón Gracioso (ES) Capítulo 4: El Tritón Risueño (LATAM)»   | Megan Ferguson | Ben Joseph y Che Grayson | 7 de diciembre de 2023 |
| Después de que los apodan Los Amigos Raros, Hilda, Frida y David deciden tener la excursión por el río más normal posible.                                               |         | |                |                          |                        |
| 31 | 5       | «The Job» «Capítulo 5: El Encargo (ES) Capítulo 5: El Trabajo (LATAM)»                              | Megan Ferguson | Stephanie Simpson        | 7 de diciembre de 2023 |
| Cuando su papá llega por sorpresa, Hilda lo acompaña a las ruinas del castillo para cumplir el misterioso encargo de un hombre conocido como Mofeta.                     |         | |                |                          |                        |
| 32 | 6       | «The Forgotten Lake» «Capítulo 6: El Lago Olvidado (ES/LATAM)»                                      | Andy Coyle     | Stephanie Simpson        | 7 de diciembre de 2023 |
| Hilda y su madre se van de campamento. Pero Johanna siente que ya ha estado en ese lugar antes. ¿Será que el bosque también la recuerda?                                 |         | |                |                          |                        |
| 33 | 7       | «Strange Frequencies» «Capítulo 7: Frecuencias Extrañas (ES/LATAM)»                                 | Megan Ferguson | Emily Brundige           | 7 de diciembre de 2023 |
| Frida organiza una reunión comunal para averiguar por qué los nisse se roban entre ellos. Por otro lado, Hilda intenta decodificar los mensajes encriptados de su radio. |         | |                |                          |                        |
| 34 | 8       | «The Fairy Isle» «Capítulo 8: La Isla de las Hadas (ES/LATAM)»                                      | Andy Coyle     | Luke Pearson             | 7 de diciembre de 2023 |
| Hilda viaja al montículo de hadas en busca de su padre y desentraña sorprendentes secretos familiares. ¿Pero cuál es el costo de la verdad?                              |         | |                |                          |                        |

## Premios y nominaciones
| Año  | Premio                            | Categoría                                                                                         | Nominado | Resultado | Ref(s)        |
| ---- | --------------------------------- | ------------------------------------------------------------------------------------------------- | --- | --------- | ------------- |
| 2019 | Premios Annie                     | Mejor producción animada de televisión o transmisión para niños                                   | Hilda | Ganador   | [ 15 ]        |
| 2019 | Premios Annie                     | Animador sobresaliente de personajes en una producción de televisión o transmisión                | Scott Lewins | Ganador   | [ 15 ]        |
| 2019 | Premios Annie                     | Mejor historia sobresaliente en una producción animada de televisión o transmisión                | Stephanie Simpson | Ganador   | [ 15 ]        |
| 2019 | Premios Daytime Emmy              | Sobresaliente serie animada infantil                                                              | Hilda | Nominado  | [ 16 ]        |
| 2019 | Premios Daytime Emmy              | Historia sobresaliente para un programa animado                                                   | Stephanie Simpson Kenny Byerly | Nominado  | [ 16 ]        |
| 2019 | Premios Daytime Emmy              | Dirección sobresaliente para un programa animado                                                  | Andy Coyle Megan Ferguson | Ganador   | [ 16 ]        |
| 2019 | Premios Daytime Emmy              | Nombre de la serie y diseño sobresaliente para un programa animado                                | Hilda | Nominado  | [ 16 ]        |
| 2019 | Premios Peabody                   | Mejor programación infantil y juvenil                                                             | Hilda | Nominado  | [ 17 ] [ 18 ] |
| 2019 | Premios BAFTA                     | Mejor serie animada                                                                               | Hilda | Ganador   | [ 19 ]        |
| 2020 | Kidscreen Awards                  | Mejor serie animada                                                                               | Hilda | Ganador   | [ 20 ]        |
| 2020 | British Animation Awards          | Mejor interpretación de voz                                                                       | Bella Ramsey | Nominado  | [ 21 ] [ 22 ] |
| 2021 | Premios Annie                     | Mejor serie animada de televisión o retransmisión para niños                                      | Hilda (Chapter 9: The Deerfox) | Ganador   | [ 23 ]        |
| 2021 | Premios Annie                     | Logro destacado por animación en personajes en una producción animada de televisión o transmisión | David Laliberté | Ganador   | [ 23 ]        |
| 2021 | Premios Annie                     | Logro destacado para editorial en una producción animada de televisión o transmisión              | John McKinnon (Chapter 9: The Deerfox) | Ganador   | [ 23 ]        |
| 2021 | Premios Daytime Emmy              | Sobresaliente serie infantil                                                                      | Kurt Mueller, Luke Pearson, Stephanie Simpson, Bryan Korn, Chantal Ling, Rachel Simon, Emerald Wright-Collie, Steve Jacobson y Victor Reyes | Ganador   | [ 24 ]        |
| 2021 | Premios Daytime Emmy              | Escritura excepcional para una serie animada                                                      | Stephanie Simpson y Luke Pearson | Nominado  | [ 24 ]        |
| 2021 | Premios Daytime Emmy              | Mejor dirección para una serie animada                                                            | Andy Coyle | Nominado  | [ 24 ]        |
| 2021 | Premios Daytime Emmy              | Mejor dirección de voz para una serie animada                                                     | David Peacock | Nominado  | [ 24 ]        |
| 2021 | Premios Daytime Emmy              | Edición excepcional para una serie animada                                                        | John McKinnon (compartido con Animaniacs) | Ganador   | [ 24 ]        |
| 2022 | British Academy Children's Awards | Animación                                                                                         | Hilda | Nominado  | [ 25 ]        |
| 2024 | Premios Annie                     | Mejor serie animada de televisión o retransmisión para niños                                      | Hilda (Chapter 8: The Fairy Isle) | Ganador   | [ 26 ]        |
| 2024 | Premios Annie                     | Animador sobresaliente de personajes en una producción de televisión o transmisión                | John Mckinnon y Mike Stefanelli | Nominado  | [ 26 ]        |
| 2025 | Premios Emmy de Niños y Familias  | Serie animada infantil o juvenil destacada                                                        | Hilda | Nominado  | [ 27 ]        |
| 2025 | Premios Emmy de Niños y Familias  | Escritura sobresaliente para un programa animado                                                  | Luke Pearson, Stephanie Simpson y Emily Brundige (Chapter 8: The Fairy Isle) | Nominado  | [ 27 ]        |
| 2025 | Premios Emmy de Niños y Familias  | Dirección sobresaliente para una serie animada                                                    | Andy Coyle (Chapter 8: The Fairy Isle) | Nominado  | [ 27 ]        |
| 2025 | Premios Emmy de Niños y Familias  | Edición excepcional para un programa animado                                                      | Ian McBain, Michael D. Stefanelli y John McKinnon | Nominado  | [ 27 ]        |
| 2025 | Premios Emmy de Niños y Familias  | Exhibición abierta excepcional                                                                    | Andy Coyle, Christopher Goettler, Grace Roe, Jean-Luc Sauve, Katrina Jofre, Larissa Gagnier, Ryan Hobbs, Sara Connelly, Scott Lewis, Shamisa Schroeder, Vanessa Rowett, David Badour, Gillian Reid-Timms, John McKinnon, Ross Love, Phil Lanoix y Ryan Carlson | Nominado  | [ 27 ]        |

## Videojuego móvil
El 8 de octubre de 2018, se produjo el lanzamiento del videojuego móvil basado en la serie, para el sistema iOS, desarrollado por BIGUMAKU. El 6 de diciembre fue lanzado para dispositivos Android.